# Vanilla Yamazaki
Vanilla Yamazaki (山崎 バニラ, Yamazaki Banira), nom véritable Masami Yamazaki (山崎 雅美, Yamazaki Masami) est une katsudō-benshi, doubleuse, actrice, chorégraphe et célébrité japonaise, née le 15 janvier 1978 à Sendai dans la préfecture de Miyagi et élevée dans l'arrondissement de Ōta à Tokyo.

## Source de la traduction
- (en) Cet article est partiellement ou en totalité issu de l’article de Wikipédia en anglais intitulé « Vanilla Yamazaki » (voir la liste des auteurs).